# SN 2009kh
SN 2009kh – supernowa odkryta 10 czerwca 2009 roku w galaktyce A161320+5358. W momencie odkrycia miała maksymalną jasność 21,70m.